# Grosz czynszowy (obraz Tycjana)
Grosz czynszowy (Cristo della moneta) – obraz renesansowego włoskiego malarza Tycjana.
Obraz został namalowany dla księcia Alfonsa I d'Este. Początkowo znajdował się w zamku w Ferrarze. Obecnie znajduje się w Gemäldegalerie w Dreźnie.

Obraz dotyczy nowotestamentowego motywu opowiadającego o próbie znalezienia winy i słabych stron w nauczaniu Jezusa przez faryzeuszy. Historia został opowiedziane we wszystkich  ewangeliach synoptycznych. Mateusz Ewangelista opisuje dwie historie związane z groszem czynszowym. Pierwsza związana jest z Piotrem Apostołem. Pragnął on uzyskać informacje czy i w jakiej formie ma zapłacić podatek świątynny. Jezus nakazał mu złowić rybę w której znajdzie monetę potrzebną do uiszczenia podatku. Wątek ten uchwycił m.in. w swoim dziele włoski malarz Masaccio pt. Grosz czynszowy.
 Druga historia związana jest z faryzeuszami, którzy pragnęli dowiedzieć się co Jezus myśli o podatkach. Wówczas nakazał oddzielić życie materialne od życia duchowego wypowiadając zdanie bez zmian cytowane we wszystkich ewangeliach: 

Oddajcie więc cezarowi to , co należy do Cezara a Bogu to co należy do Boga.

## Interpretacja obrazu
Tycjan w mistrzowski sposób pogłębił charakterystykę psychologiczną postaci. W kontrastujący sposób ujął dwa różne charaktery: Chrystusa i faryzeusza. Ich bliskość jest uderzająca. Jezus został ujęty z przodu, faryzeusz widoczny jest w półpostaci. Pierwszym kontrastem są twarze postaci. Chrystus ma miękką jasną twarz, jego spojrzenie jest przenikliwe. Twarz faryzeusza jest brzydka niemal o karykaturalna, ujęta w ciemnej tonacji. Drugim kontrastem są widoczne na pierwszym planie dłonie. Ręce Chrystusa są białe, gładkie delikatne palce wskazują na monetę trzymaną w ciemnej żylastej, powykrzywianej dłoni faryzeusza. Również barwy użyte przez Tycjana kontrastują za sobą faryzeusz ma na sobie białą szatę a Jezus czerwoną suknię i niebieski płaszcz. Czerwień na Chrystusie przechodzi w złotawe tony rozlewające się po całym obrazie.
Według jednej z interpretacji obraz powstał pod wpływem Ostatniej wieczerzy Leonarda.